# Electra
Electra a fost în mitologia greacă una dintre fiicele lui Oceanus și ale lui Tethys și mama zeiței Iris - mesagera zeilor - și a harpiilor.